# 森吉ダム
森吉ダム（もりよしダム）は、秋田県北秋田市森吉字砂子沢下岱70番地、米代川水系小又川の上流部に建設されたダム。

## 概要
秋田県が管理するダムでは最も古く、秋田県と三菱マテリアル株式会社（当時は太平鉱業株式会社）が共同事業として1952年10月に完成している。県内でも有数の豪雪地帯でありながら、わずか1年と7ヶ月と短い期間で完成した。高さ68mのダムサイトのうち県が上部3m分の工費を補助している。現在ダムの管理運営は秋田県北秋田地域振興局森吉ダム管理事務所にて行われている。高さが、68mと言うのは『秋田県立自然公園 森吉山の自然』や『ぐるっと森吉山』(宮野貞壽、1995年、p.92)や『ぐるっと森吉山　改訂版』(宮野貞壽、1998年、p.92)で記されている。一方『角川地名大辞典 5 秋田県』(1980年3月、「角川日本地名大辞典」編纂委員会 p.649)やダムカードでは堤高62mと記されている。 
ダム名は当時の町名に由来する。森吉ダムの目的は、「洪水調節」「発電」である。発電は当初、三菱金属が尾去沢鉱山の秋田精錬所に自家発電供給するためのものであった。
なお、老朽化により2022年（令和4年）10月に小又川第一発電所と小又川第二発電所は廃止になった。小又川第一発電所と小又川第二発電所にかわる発電所として2019年（令和元年）5月から新発電所の建設を始め、2022年12月中の完成と運転開始を目指している。
2022年（令和4年）12月12日、 秋田県の「未来に伝えたい秋田のインフラ50選」に森吉ダム（ダム）が選出された。

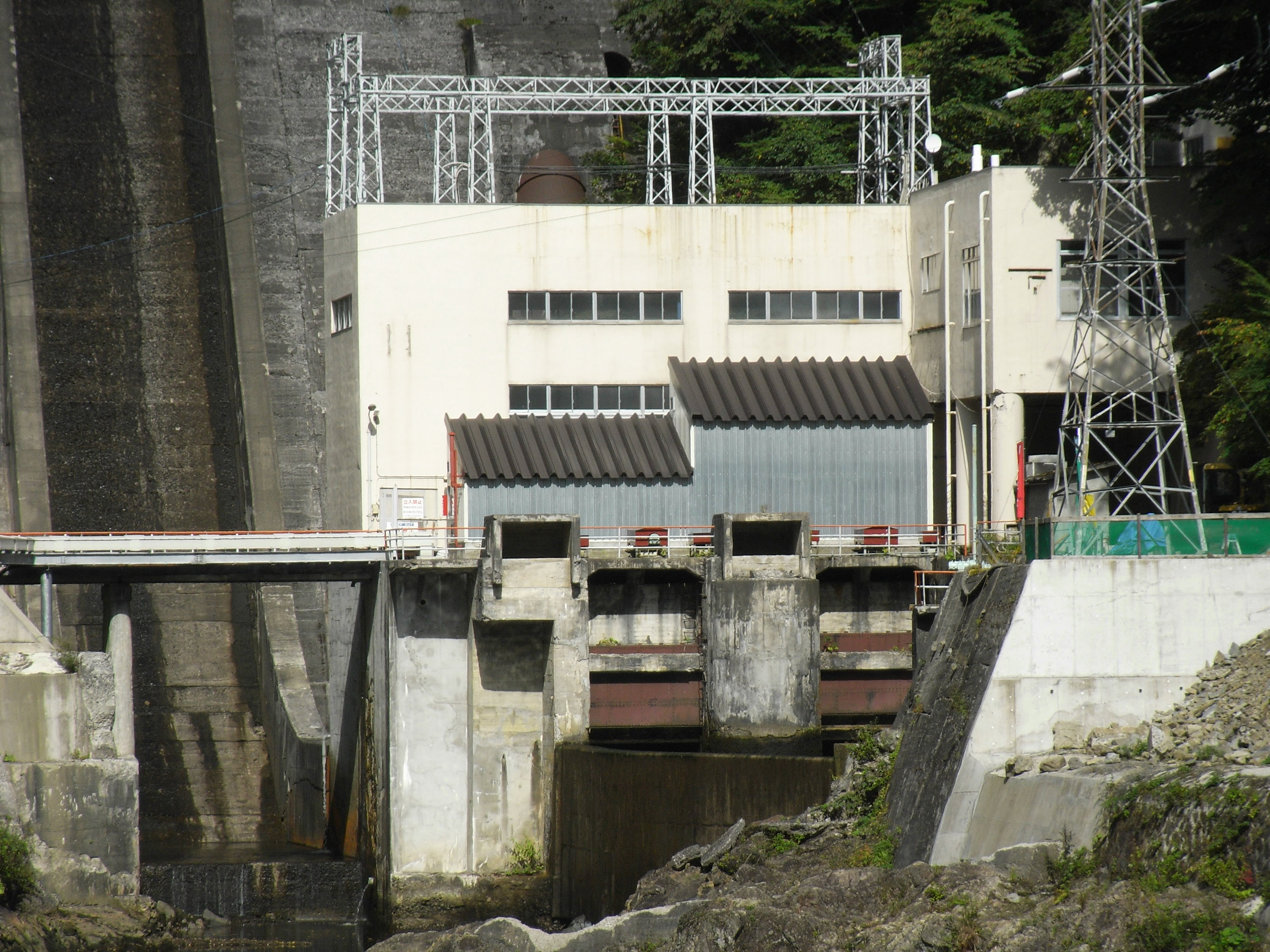
ダム直下の小又川第四発電所
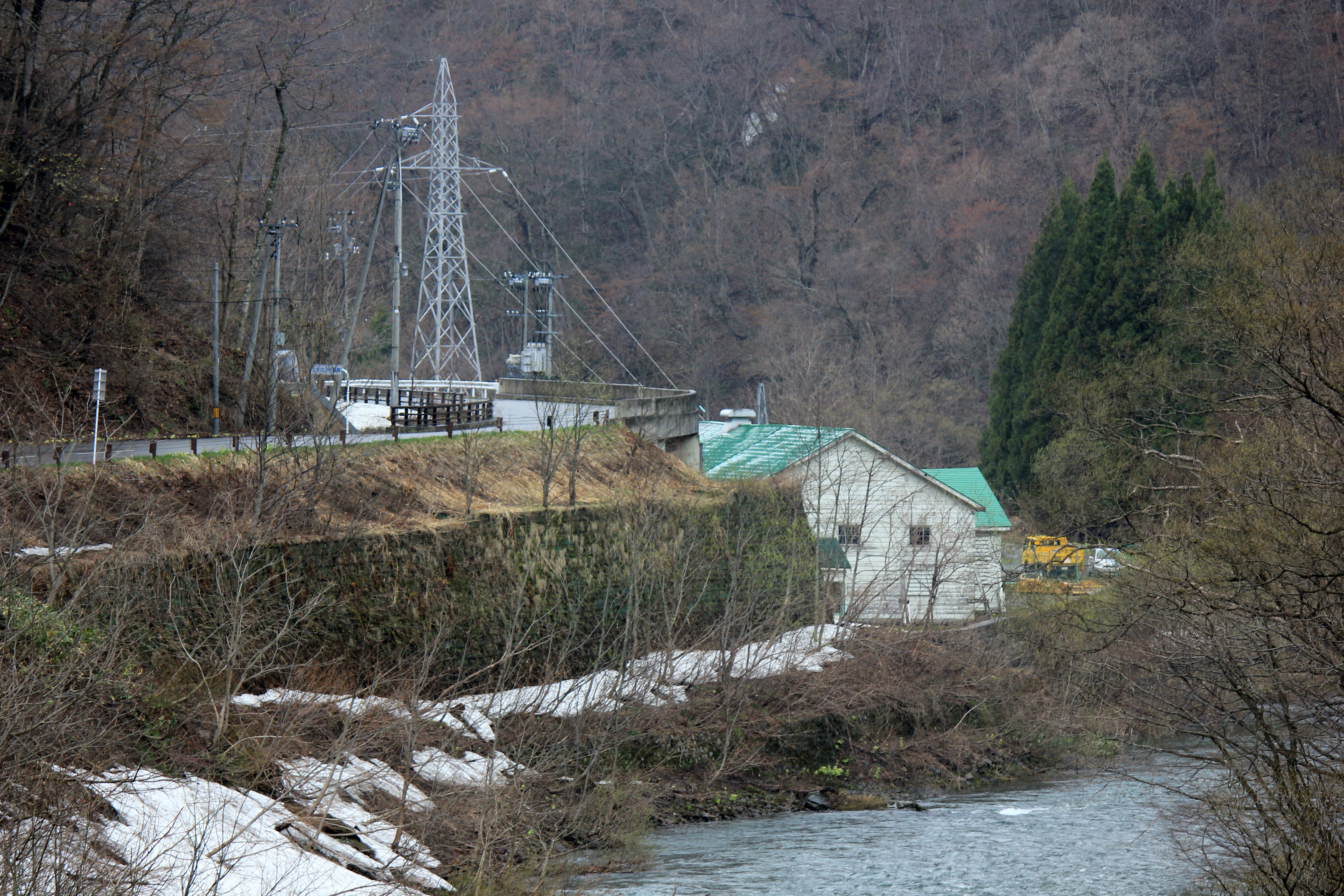
下流にあった小又川第二発電所
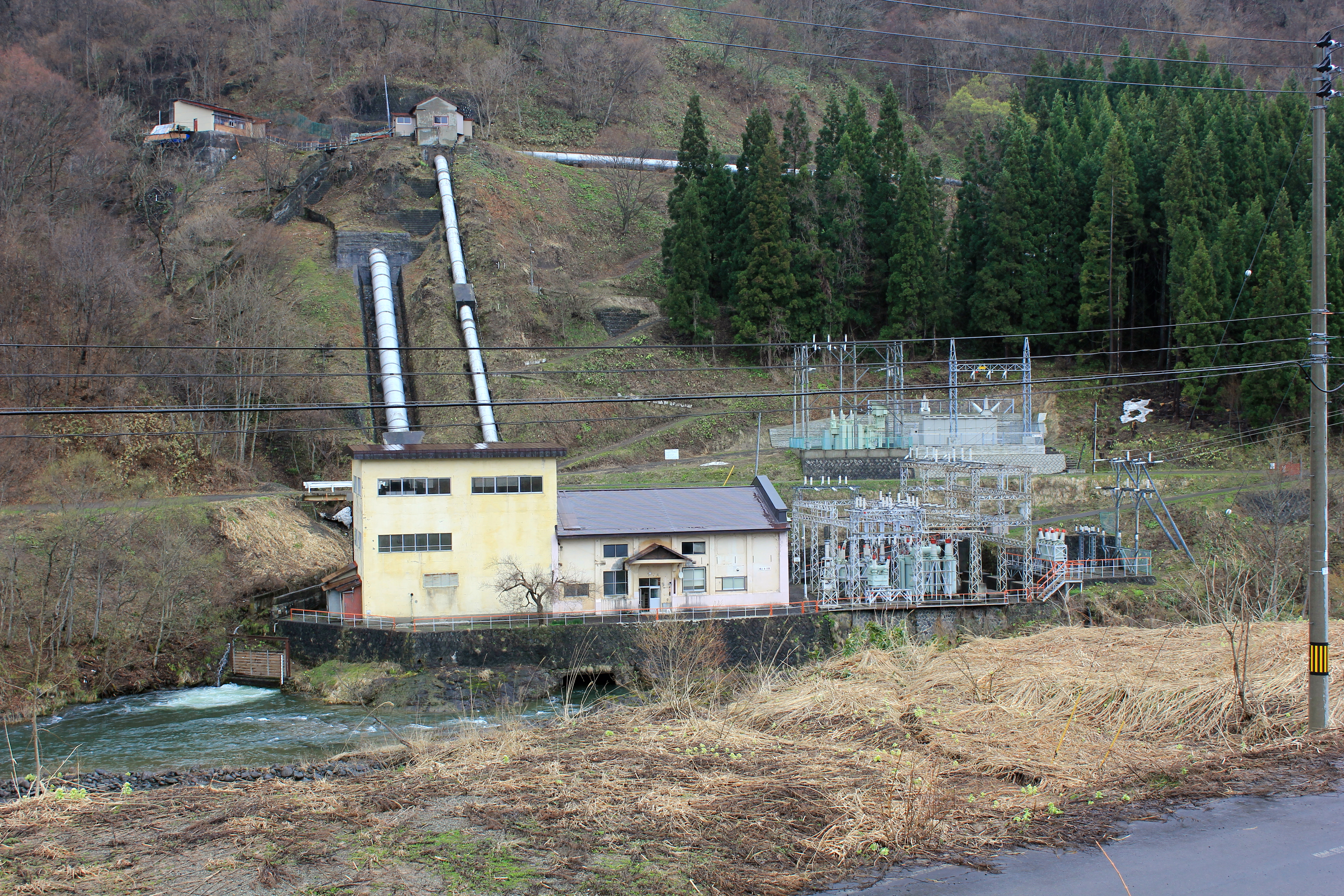
下流にあった小又川第一発電所

## 太平湖

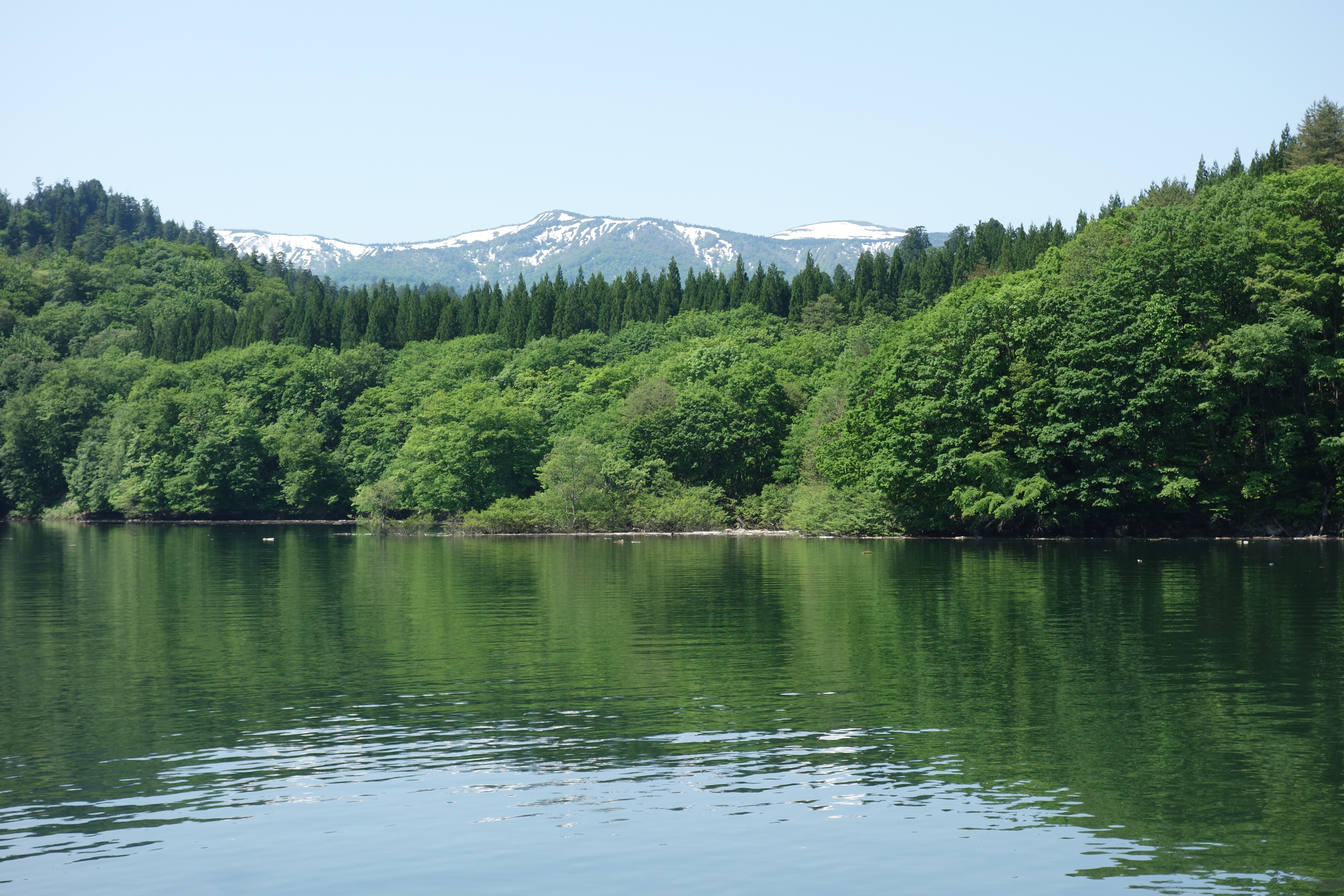
太平湖
奥の山は森吉山

このダムのダム湖である太平湖は、森吉山県立自然公園、国指定鳥獣保護区に指定されている風光明媚な地である。太平湖という銘々は、太平鉱業の名前から取っている。民間企業からダム湖の名前を付けた例は他にはない。太平湖には小又峡を始め、大小13もの沢水が注ぎ、ニジマスやイワナ、コイ、ワカサギなどの魚が多く生息している。太平湖グリーンハウスは太平湖を望む見晴らしの良い場所にある。
太平湖では遊覧船の「森吉丸」が6月1日～10月31日まで小又峡の間を周航していた。しかし、遊覧船は2025年（令和7年）5月16日に運航の休止が決定され、同年6月1日から3隻の小型船が周遊を行う体制に変更されることとなった。
湖の下には砂子沢集落が沈んでいる。この集落に菅江真澄が江戸時代の1803年に訪れ、「秀酒企乃溫濤」に絵図と共に記録を残している。